# Saison
Pour les articles homonymes, voir Saison (homonymie).

Animation composée d'images satellites montrant l'effet des différentes saisons sur la surface de la Terre.

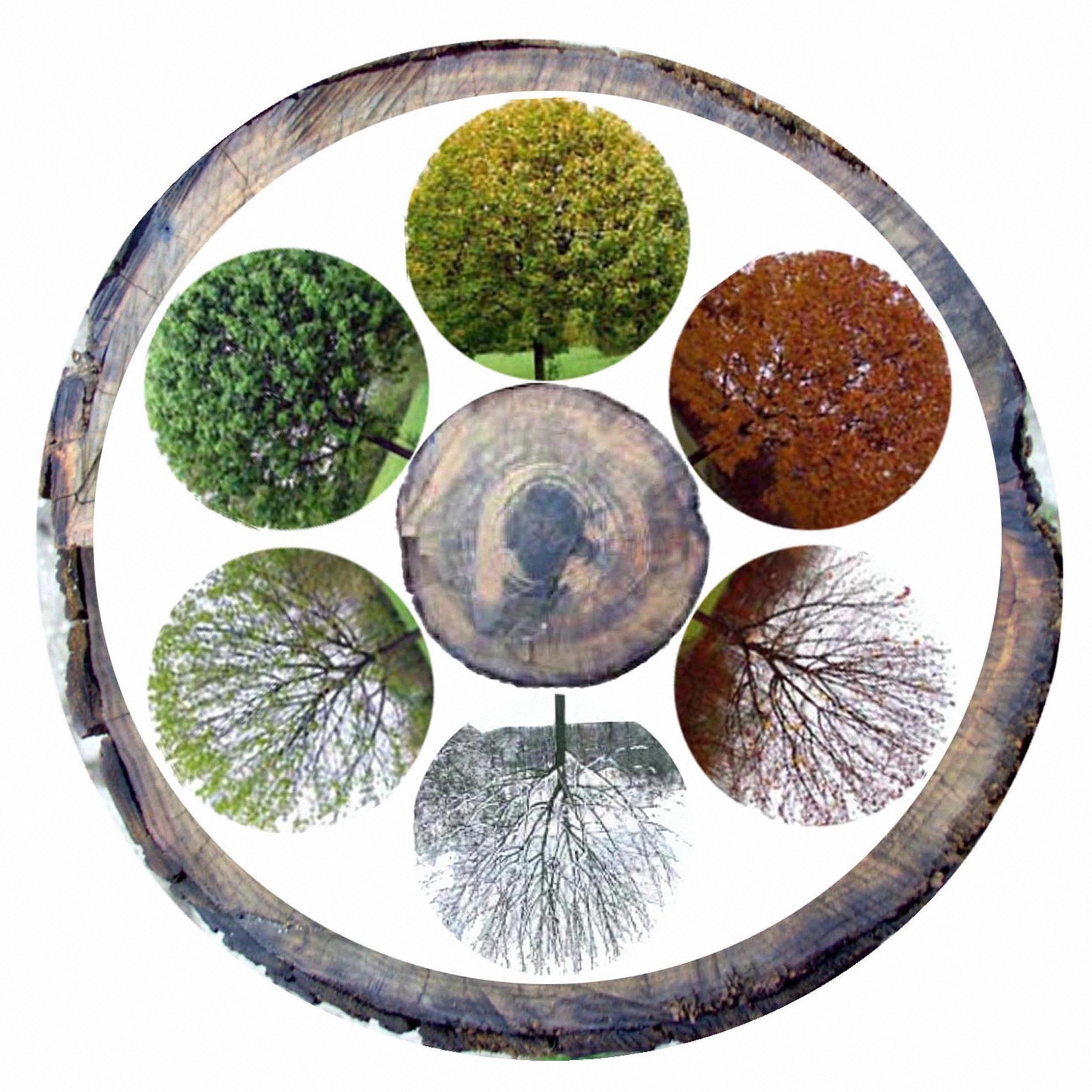
Apparence d'un arbre feuillu en fonction des saisons et de l'influence de ces dernières sur les cernes des arbres.

Une saison est une période de l'année qui observe une relative constance du climat et de la température.
D'un point de vue astronomique, une saison correspond à l'intervalle de temps durant lequel la Terre occupe une portion de l'espace de sa révolution (rotation) autour du Soleil. C'est l'inclinaison de l'axe des pôles en moyenne de 23° 26′, combinée à la révolution de la Terre autour du Soleil, qui fait qu'il se produit une alternance des saisons ; qui proviennent de la variation d'ensoleillement induite par l'orientation changeante vis-à-vis du rayonnement solaire. Elles correspondent aux périodes qui séparent le passage de la Terre à certains points de son orbite ou, réciproquement, du Soleil à certains points de la sphère céleste, et que la mécanique céleste désigne par les équinoxes et les solstices. Pour ces raisons, à tout moment, les saisons astronomiques de l'hémisphère nord et de l'hémisphère sud sont diamétralement opposées.
Les saisons sont découpées de plusieurs manières selon la position géographique et les cultures. En général, en Occident, dans les zones de climat tempéré, les saisons astronomiques correspondent grossièrement à quatre phases d'évolution du climat dans l'année : printemps, été, automne et hiver. Parfois, on qualifie de saisons pleines l'été et l'hiver, et de mi-saisons le printemps et l'automne. Malgré cela, les quatre saisons sont divisées en longueur équivalentes de trois mois, soit la période de temps approximative qui sépare un solstice d'un équinoxe ou vice-versa.
Dans les zones de climat tropical, on parle également de saisons, mais dans le sens de saison des pluies et de saison sèche, alors qu'aux pôles, on parle plutôt de jour et de nuit polaires.
Les saisons jouent un rôle déterminant sur la faune et la flore terrestres et, conséquemment, sur l'activité et la culture humaines.

## Historique
En général, les peuples anciens partageaient l'année en deux ou trois. La dénomination des saisons fondée sur un système binaire ou ternaire se retrouve en effet dans l'indo-européen commun. Les Babyloniens, utilisant à l'origine la division bipartite, paraissent avoir découvert le cycle des quatre saisons.
L'année dans l'Égypte antique est divisée en trois saisons (les inondations du Nil, les semailles et les moissons).
La Grèce antique ne connaît à l'origine que trois saisons, le printemps, l'été (saison des récoltes) et hiver (mauvaise saison) mais en réalité elles ne sont pas parfaitement délimitées et fixées : à partir d'Alcman au VIIe siècle av. J.-C. apparaît la saison automnale à proprement parler. C'est probablement après la conquête de l'Empire perse par Alexandre le Grand que s'imposent le calendrier macédonien et les quatre saisons en Occident.
Comme le montre le calendrier de Coligny, les Gaulois divisent l'année en deux saisons, la saison hivernale froide (gaulois giamori) et la saison estivale chaude (gaulois samori), division basée sur l'année agraire et pastorale, sur le début et la fin des travaux de l'élevage et de la culture.
Dans la tradition germanique, l'année est également partagée en deux saisons, une saison froide et une saison chaude. Cette année n'est pas astronomique, mais naturelle et économique, se fondant sur l'observation de la température et des produits du sol. Les Germains ont probablement fini par adopter l'usage d'une année tripartite, d'origine orientale.
Le calendrier julien qui s'impose dans tout l'Empire romain et l'occident médiéval reprend le système grec des quatre saisons qui nous sont familières (ver, aestas, autumnus et hiems). Alors qu'on leur faisait plutôt correspondre les quatre âges de la vie, elles sont associées à une symbolique chrétienne (quatre saisons qui forment douze mois comme les quatre évangélistes parmi les douze apôtres, quatre côtés pour les douze portes de la Jérusalem céleste) mais elles sont peu présentes dans le calendrier médiéval, leurs dates variant selon les régions et les époques.
Si le calendrier grégorien (et ses quatre saisons pour les zones tempérées et polaires de la Terre) conçu à la fin du XVIe siècle s'est progressivement étendu à l'ensemble du monde au début du XXe siècle, il existe encore le calendrier chinois avec ses cinq saisons et le calendrier hindou avec ses six saisons.

## Saisons astronomiques, météorologiques et calendaires
| N S | Saison boréale ou australe | Saison astronomique (définie selon la variation de la durée du jour et de la nuit à cause de l'inclinaison de l'axe de la Terre) | Saison météorologique ou climatique (définie selon les variables climatiques : température, précipitations, hygrométrie, ensoleillement, etc.) | Saison calendaire (définie selon le calendrier civil et/ou religieux de chaque pays) |
| --- | -------------------------- | --- | --- | --- |
| N   | Printemps boréal           | ~4 février - ~5 mai | 1er mars - 31 mai | • Calendriers civils de la plupart des pays occidentaux : de l'équinoxe de printemps au solstice d'été • Calendrier russe : 1er mars - 31 mai (dates de saison météorologique) • Calendrier chinois : 4 février au 5 mai (~dates de saison astronomique)               |
| S   | Automne austral            | ~4 février - ~6 mai | 1er mars - 31 mai | • Calendriers civils des pays occidentaux de l'hémisphère sud : de l'équinoxe d'automne au solstice d'hiver |
| N   | Été boréal                 | ~6 mai - ~7 août | 1er juin - 31 août | • Calendriers civils de la plupart des pays occidentaux : du solstice d'été à l'équinoxe d'automne • Calendrier russe : 1er juin - 31 août (dates de saison météorologique) • Calendrier chinois : 6 mai au 6 août (~dates de saison astronomique)                     |
| S   | Hiver austral              | ~6 mai - ~7 août | 1er juin - 31 août | • Calendriers civils des pays occidentaux de l'hémisphère sud : du solstice d'hiver à l'équinoxe de printemps |
| N   | Automne boréal             | ~7 août - ~7 novembre | 1er septembre - 30 novembre | • Calendriers civils de la plupart des pays occidentaux : de l'équinoxe d'automne au solstice d'hiver • Calendrier russe : 1er septembre - 30 novembre (dates de saison météorologique) • Calendrier chinois : 7 août au 6 novembre (~dates de saison astronomique)    |
| S   | Printemps austral          | ~7 août - ~7 novembre | 1er septembre - 30 novembre | • Calendriers civils des pays occidentaux de l'hémisphère sud : de l'équinoxe de printemps au solstice d'été |
| N   | Hiver boréal               | ~7 novembre - ~4 février | 1er décembre - 28 février | • Calendriers civils de la plupart des pays occidentaux : du solstice d'hiver à l'équinoxe de printemps • Calendrier russe : 1er décembre - 28 février (dates de saison météorologique) • Calendrier chinois : 7 novembre au 3 février (~dates de saison astronomique) |
| S   | Été austral                | ~7 novembre - ~4 février | 1er décembre - 28 février | • Calendriers civils des pays occidentaux de l'hémisphère sud : du solstice d'été à l'équinoxe d'automne |

Dans la tradition européenne, le début des saisons est défini par les solstices et les équinoxes dans l'hémisphère nord : le printemps débute à l'équinoxe de mars (vers le 21 mars), l'été au solstice de juin (vers le 22 juin), l'automne à l'équinoxe de septembre (vers le 23 septembre), l'hiver au solstice de décembre (vers le 21 décembre). La journée la plus courte de l'année est donc le 21 décembre et la plus longue le 22 juin. Lors des deux solstices, la durée du jour passe par un extremum et varie peu d'une journée à l'autre. À l'inverse, la durée du jour varie le plus vite d'un jour à l'autre au voisinage des équinoxes (variation sinusoïdale).
Dans cette tradition, le jour le plus long et ayant la plus forte incidence des rayons du Soleil est considéré comme le début de l'été. Ce fait tient compte d'une réalité : le 21 avril, il peut encore geler et le 23 août, il y a encore des canicules : pourtant l'insolation de ces deux jours est quasiment égale. En France, le jour en moyenne le plus chaud est vers le 20 juillet et le plus froid vers le 20 janvier. C'est l'inertie thermique qui induit un retard entre déclinaison du Soleil et température.
Il en va autrement en Orient. Les solstices et les équinoxes sont considérés comme le milieu des saisons. Ainsi, le 21 juin étant le milieu de l'été et non le début, l'été commence donc vers le 6 mai, l'automne vers le 6 août, l'hiver vers le 6 novembre, le printemps vers le 6 février (qui marque la période du nouvel an chinois). Ceci est peut-être la conséquence d'un moindre retard thermique en climat continental qu'en climat océanique, où l'eau a un fort effet de tampon thermique.
Cette explication semble d'autant plus logique que la Russie admet une définition intermédiaire des saisons, à mi-chemin entre la conception européenne et la conception chinoise : printemps : 1er mars ; été : 1er juin ; automne : 1er septembre ; hiver : 1er décembre.
Le début des saisons selon le calendrier celtique (appelée saison celtique ou solaire) sont les suivantes : printemps 1er février ; été 1er mai ; automne 1er août ; hiver 1er novembre.
La structure de l'année calendaire en quatre saisons ne s'applique pas partout ; elle est caractéristique des régions de la zone tempérée. En revanche, entre les deux tropiques par exemple, le Soleil est toujours suffisamment proche de la perpendiculaire pour que la différence de température entre « été » et « hiver » ne soit pas très marquée. Il n'y a alors souvent que deux « saisons » (au sens climatique) : une saison des pluies et une saison sèche, et le climat y est tropical (ou parfois désertique, selon la situation géographique).
Remarque : certains sites ne semblent pas avoir la même définition d’une saison astronomique, la décrivant comme synonyme d’une saison calendaire comme sur Météo France contrairement à MétéoSuisse.

## Mécanismes des variations climatiques saisonnières
| Année | Équinoxe de mars | Équinoxe de mars | Solstice de juin | Solstice de juin | Équinoxe de sept. | Équinoxe de sept. | Solstice de déc. | Solstice de déc. |
| Année | jour             | heure            | jour             | heure            | jour              | heure             | jour             | heure            |
| ----- | ---------------- | ---------------- | ---------------- | ---------------- | ----------------- | ----------------- | ---------------- | ---------------- |
| 2001  | 20               | 13:30:44         | 21               | 07:37:45         | 22                | 23:04:30          | 21               | 19:21:31         |
| 2002  | 20               | 19:16:10         | 21               | 13:24:26         | 23                | 04:55:25          | 22               | 01:14:23         |
| 2003  | 21               | 00:59:47         | 21               | 19:10:29         | 23                | 10:46:50          | 22               | 07:03:50         |
| 2004  | 20               | 06:48:39         | 21               | 00:56:54         | 22                | 16:29:51          | 21               | 12:41:38         |
| 2005  | 20               | 12:33:26         | 21               | 06:46:09         | 22                | 22:23:11          | 21               | 18:34:58         |
| 2006  | 20               | 18:25:35         | 21               | 12:25:52         | 23                | 04:03:23          | 22               | 00:22:07         |
| 2007  | 21               | 00:07:26         | 21               | 18:06:27         | 23                | 09:51:15          | 22               | 06:07:50         |
| 2008  | 20               | 05:48:19         | 20               | 23:59:23         | 22                | 15:44:30          | 21               | 12:03:47         |
| 2009  | 20               | 11:43:39         | 21               | 05:45:32         | 22                | 21:18:36          | 21               | 17:46:48         |
| 2010  | 20               | 17:32:13         | 21               | 11:28:25         | 23                | 03:09:02          | 21               | 23:38:28         |
| 2011  | 20               | 23:20:44         | 21               | 17:16:30         | 23                | 09:04:38          | 22               | 05:30:03         |
| 2012  | 20               | 05:14:25         | 20               | 23:08:49         | 22                | 14:48:59          | 21               | 11:11:37         |
| 2013  | 20               | 11:01:55         | 21               | 05:03:57         | 22                | 20:44:08          | 21               | 17:11:00         |
| 2014  | 20               | 16:57:05         | 21               | 10:51:14         | 23                | 02:29:05          | 21               | 23:03:01         |
| 2015  | 20               | 22:45:09         | 21               | 16:37:55         | 23                | 08:20:33          | 22               | 04:47:57         |
| 2016  | 20               | 04:30:11         | 20               | 22:34:11         | 22                | 14:21:07          | 21               | 10:44:10         |
| 2017  | 20               | 10:28:38         | 21               | 04:24:09         | 22                | 20:01:48          | 21               | 16:27:57         |
| 2018  | 20               | 16:15:27         | 21               | 10:07:18         | 23                | 01:54:05          | 21               | 22:22:44         |
| 2019  | 20               | 21:58:25         | 21               | 15:54:14         | 23                | 07:50:10          | 22               | 04:19:25         |
| 2020  | 20               | 03:49:36         | 20               | 21:43:40         | 22                | 13:30:38          | 21               | 10:02:19         |
| 2021  | 20               | 09:37:27         | 21               | 03:32:08         | 22                | 19:21:03          | 21               | 15:59:16         |
| 2022  | 20               | 15:33:23         | 21               | 09:13:49         | 23                | 01:03:40          | 21               | 21:48:10         |
| 2023  | 20               | 21:24:24         | 21               | 14:57:47         | 23                | 06:49:56          | 22               | 03:27:19         |
| 2024  | 20               | 03:06:21         | 20               | 20:50:56         | 22                | 12:43:36          | 21               | 09:20:30         |
| 2025  | 20               | 09:01:25         | 21               | 02:42:11         | 22                | 18:19:16          | 21               | 15:03:01         |
| 2026  | 20               | 14:45:57         | 21               | 08:24:30         | 23                | 00:05:13          | 21               | 20:50:14         |
| 2027  | 20               | 20:24:41         | 21               | 14:10:50         | 23                | 06:01:43          | 22               | 02:42:10         |
| 2028  | 20               | 02:17:08         | 20               | 20:02:00         | 22                | 11:45:18          | 21               | 08:19:40         |
| 2029  | 20               | 08:01:59         | 21               | 01:48:18         | 22                | 17:38:30          | 21               | 14:14:06         |
| 2030  | 20               | 13:52:06         | 21               | 07:31:19         | 22                | 23:26:53          | 21               | 20:09:38         |

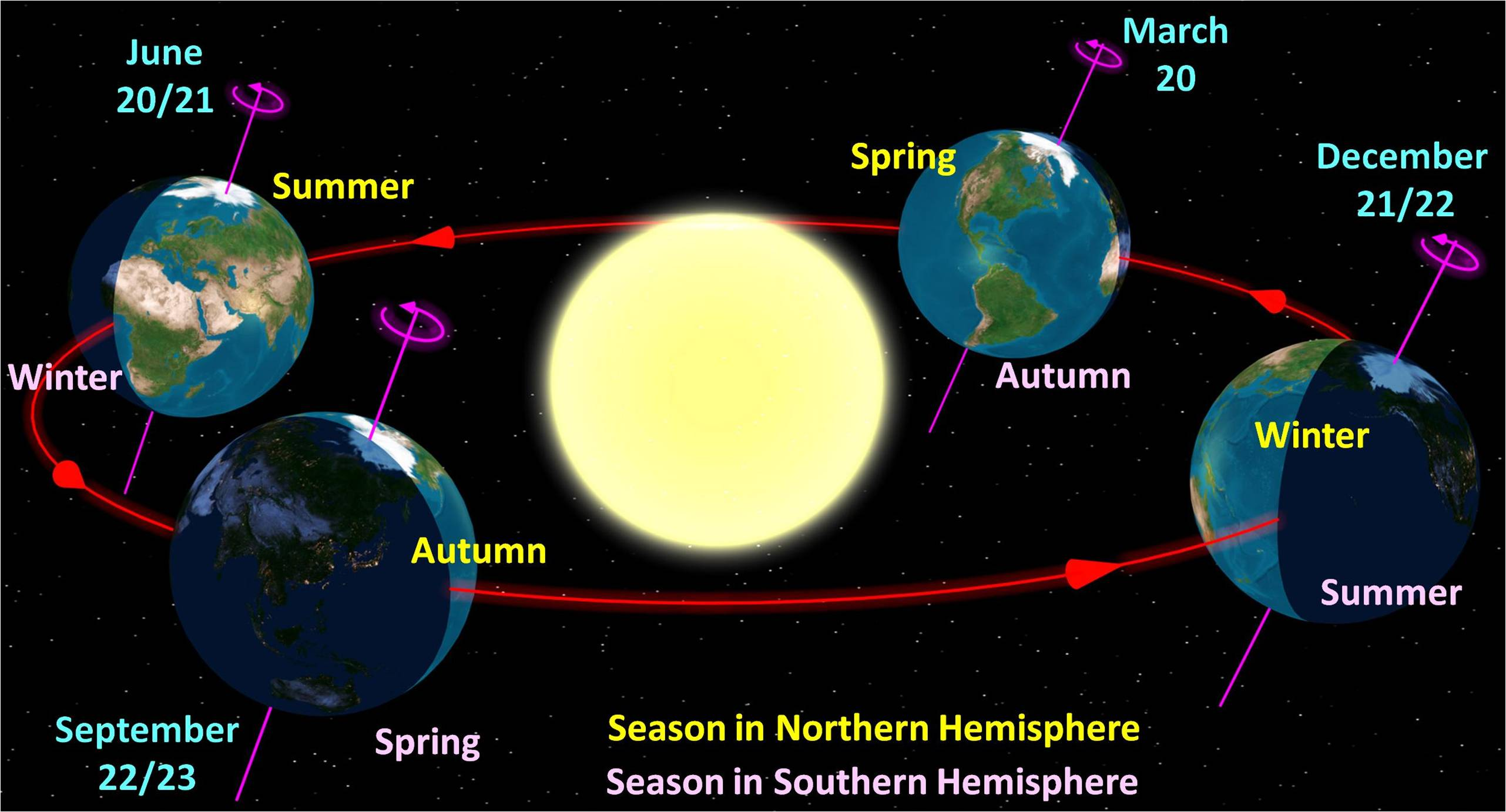
Alternance des saisons dans l'hémisphère Nord.

Les variations climatiques saisonnières sont créées par un double facteur : d'une part la révolution de la Terre autour du Soleil, et d'autre part l'inclinaison de l'axe nord-sud de rotation journalière de la Terre par rapport au plan de son orbite autour du Soleil (écliptique).
En fonction de la position de la Terre par rapport au Soleil sur son orbite, la zone qui reçoit les rayons du Soleil de façon perpendiculaire se modifie donc. Plus les rayons arrivent proches de la perpendiculaire (c’est-à-dire plus le Soleil est proche du zénith), plus il fait chaud.
Pour un observateur terrestre, tout au long de l'année, le Soleil, bien que fixe, semble osciller autour de l'équateur, de sorte qu'il éclaire perpendiculairement et successivement, comme l'indique la table située ci-dessous :
1. l'équateur, vers le 20 ou 21 mars, à l'équinoxe de printemps (hémisphère nord) ou d'automne (hémisphère sud) ;
2. le tropique du Nord, vers le 20 ou 21 juin, au solstice d'été (hémisphère nord) ou d'hiver (hémisphère sud) ;
3. l'équateur, de nouveau, vers le 22 ou 23 septembre, à l'équinoxe d'automne (hémisphère nord) ou de printemps (hémisphère sud) ;
4. le tropique du Sud, vers le 21 ou 22 décembre, au solstice d'hiver (hémisphère nord) ou d'été (hémisphère sud).

Les noms des saisons et les variations climatiques sont donc inversés dans les deux hémisphères.

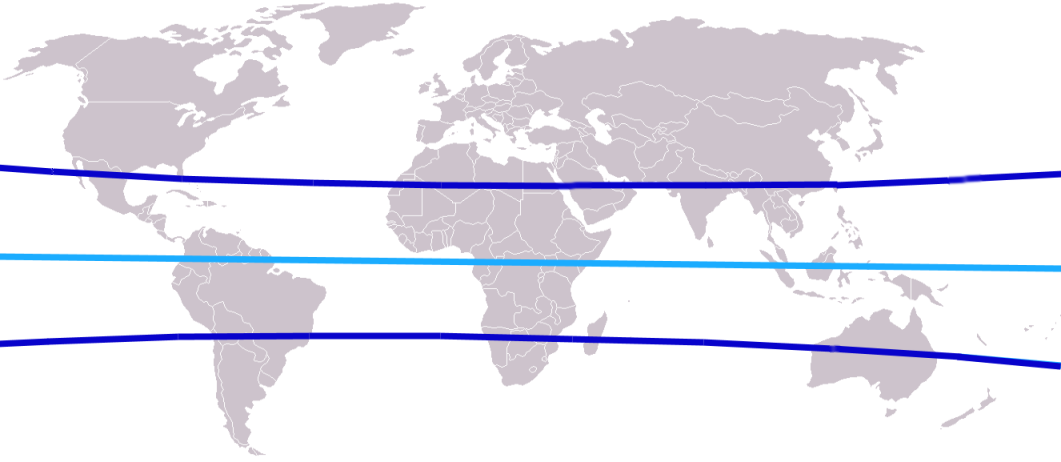
Du nord au sud (ou de haut en bas) : le tropique du Cancer, l'équateur et tropique du Capricorne.

### Distance au Soleil etalbédo
| Effets thermiques des saisons | Effets thermiques des saisons |
| ----------------------------- | ----------------------------- |
|                               |                               |

Selon une idée reçue assez courante, les saisons dépendraient de la distance Terre-Soleil. Cette idée est fausse, car elle n’explique ni les variations de la durée du jour, ni l’inversion des saisons entre les hémisphères austral et boréal. La distance moyenne Terre–Soleil est de 150 millions de kilomètres avec une variation annuelle de plus ou moins 2,5 millions de kilomètres (soit 1,6 %). Actuellement, la Terre est au plus proche du Soleil (périhélie) vers le 4 janvier et au plus loin (aphélie) vers le 4 juillet, soit environ 2 semaines après les solstices respectivement de décembre et de juin.
L’instant du périhélie arrivant en moyenne 25 min 7,278 s plus tard chaque année. Le périhélie était simultané avec le solstice de décembre il y a très approximativement 800 ans et sera simultané avec le solstice de juin dans très approximativement 9 700 ans.
La vitesse de la Terre dépendant de sa position (deuxième loi de Kepler), les saisons ont une durée inégale :
- printemps boréal (automne austral), de l’équinoxe de mars au solstice de juin : 92,7 jours ;
- été boréal (hiver austral), du solstice de juin à l’équinoxe de septembre : 93,7 jours ;
- automne boréal (printemps austral), de l’équinoxe de septembre au solstice de décembre : 89,9 jours ;
- hiver boréal (été austral), du solstice de décembre à l’équinoxe de mars : 89,0 jours.

En raison du léger retard annuel du périhélie, l’hiver et le printemps boréaux (été et automne austraux) voient leur durée diminuer progressivement tandis que l’été et l’automne boréaux (hiver et printemps austraux) voient leur durée augmenter progressivement ; lorsque le périhélie sera à mi-parcours entre le solstice de décembre et l’équinoxe de mars (dans très approximativement 1 800 ans), l’hiver boréal (été austral) sera au plus court avant d’augmenter tandis que l’été boréal (hiver austral) sera au plus long avant de diminuer.
Du fait de la variation de la distance Terre-Soleil, les saisons devraient avoir un contraste plus grand dans l’hémisphère sud que dans l’hémisphère nord. Cependant, des effets globaux (masses océaniques, différence d’albédo) et locaux (proximité des océans, vents dominants…) viennent contredire cette prévision. Ainsi, au lieu d’avoir une température globale (moyennée sur l’ensemble de la surface terrestre) 4 °C plus élevée au périhélie qu’à l’aphélie (cas d’une surface uniforme), la Terre a une température globale 2,3 °C plus faible au périhélie qu’à l’aphélie. Cela est dû principalement à la différence du rapport terre/océan entre les deux hémisphères (l'hémisphère sud est marin à environ 80 %, l'hémisphère nord est marin à environ 60 %) et à l’inertie thermique élevée des océans, entraînant un déphasage thermique d’environ 6 mois.
Par comparaison, la planète Mars, en raison de l’absence d’océan, d'une surface plus uniforme et de la plus forte excentricité de son orbite, présente une température globale plus de 20 °C plus élevée au périhélie qu’à l’aphélie.

### Retard des pointes de températures
Le retard saisonnier est le décalage entre le moment de maximale insolation, le solstice d'été, et le moment où les températures moyennes sont les plus élevées. De la même manière, il existe un décalage entre le solstice d'hiver et la période de plus basses températures moyennes. Ce décalage est dû à l'inertie thermique de la Terre, notamment de ses océans.

## Saisonnalité, climat et environnement
La « saisonnalité » a une grande importance chronobiologique, notamment dans les zones très froides et désertiques. Cela touche tant pour les espèces sédentaires (qui doivent par exemple s'adapter par des comportements d'hibernation ou d'estivation, qui leur imposent de faire des réserves de graisses ou d'aliments et une longue phase d'immobilité ou de sommeil), que les espèces migratrices, qui doivent également accumuler des réserves énergétiques et dont la nouvelle génération doit être apte à la migration à l'arrivée de la mauvaise saison. Ces processus sont en grande partie contrôlée par une hormone.
Les animaux prédateurs suivent parfois leurs espèces proies lors de leurs migrations (notamment quand il s'agit de mammifères), ce que faisait probablement aussi dans certaines régions l'homme préhistorique. Les éleveurs nomades pouvaient ainsi migrer entre les vallées et les montagnes selon la saison. Les premiers agriculteurs ont eu, eux, à s'adapter aux saisons de végétation et de fructification.
Les flux de carbone et de nutriments, ainsi que les bilans de la respiration et de l'évapotranspiration et de la productivité biologique sont saisonniers, et ce d'autant plus qu'on s'éloigne de l'équateur.
Dans le passé, les modifications longues de la saisonnalité, en lien avec les modifications de la pluviométrie semblent avoir été l'un des facteurs induisant chez la faune ou les arbres des phénomènes de gigantisme ou au contraire de « nanisme adaptatif ». Le réchauffement climatique s'il devait se poursuivre à long terme pourrait contribuer au retour de certains nanismes adaptatif notamment chez les mammifères sauvages tels que primates, équins et cervidés, comme cela s'est autrefois produit lors du maximum thermique du passage Paléocène-Éocène (qui a duré environ 160 000 ans avec une hausse des températures mondiales atteignant 5 à 8°C à son apogée) et comme cela s'est ensuite reproduit 2 millions d'années plus tard lors de l'ETM2 (Eocene Thermal Maximum 2, réchauffement de moindre ampleur avec et d'une durée moins longue : 80 000 à 100 000 ans),,.

## Saisonnalité et santé
Certaines maladies comme la grippe sont fortement saisonnières. Et le manque de lumière hivernal, via la mélatonine peut influer sur l'humeur individuelle et collective.
Des études statistiques confirment que la météo influe positivement ou négativement sur la prise de nourriture, et l'activité physique, chez les enfants, comme chez les adultes contemporains, ce qui peut par exemple se traduire par des variations saisonnières de poids et de taux de cholestérol,.
Les évènements météorologiques défavorables ou extrêmes (tempêtes, fortes pluies, canicules...) qui pourraient être plus nombreux dans le contexte du dérèglement climatique sont un frein ou un obstacle à l'activité physique chez diverses populations. Une étude a montré que diverses études présentent des biais pour avoir méconnu les effets du temps et de la saison sur l'activité physique et la santé. Développer les occasions d'activités physiques à l'intérieur durant les mois froids et humides pourrait favoriser des comportements d'activité physique et améliorer la santé.
Autrefois en raison de la pollution de l'air intérieur induite par la combustion de bois, de tourbe, de charbon de bois, de charbon ou de pétrole, puis de nos jours en raison des variations saisonnières de la pollution de l'air extérieur (y compris pollution photochimique) ou intérieure, la santé peut aussi être diversement affectée selon les saisons et les régions géographiques en raison de la pollution.
Certains animaux, bruns en été, deviennent blancs en hiver : on évoque le renard polaire, le lièvre variable et l'hermine.

## Saisonnalité et cultures
Les saisons sont davantage marquées dans les zones tempérées.

Durant des millénaires, dans les régions marquées par les changements saisonniers, les rythmes de sommeil et d'activité des Hommes, ainsi que le type d'activité et le type d'alimentation changeait.
Il n'est donc pas surprenant que les fêtes et les calendriers soient socioculturellement marqués par le rythme des saisons. De nos jours, les saisons influent encore considérablement sur l'activité des êtres humains (vacances estivales, sports d'hiver, pratiques saisonnières de la chasse, de la voile, de la cueillette de champignons, etc.) 

### Fêtes et célébrations
Dans différentes traditions de l'hémisphère nord, parfois depuis des millénaires, les saisons ou les changements de saisons sont marqués par des fêtes :
- pour le printemps : Norouz (nouvel an perse), Pâques (tradition chrétienne) ;
- pour l'été : la Saint-Jean (tradition chrétienne), et beaucoup plus récemment la fête de la musique ;
- pendant l'automne : plusieurs fêtes des morts (dont la Toussaint) et fêtes des récoltes (comme Thanksgiving et Souccot), ainsi que l'Oktoberfest (en Allemagne) et la Saint Dimitri (en Roumanie) ;
- pour l'hiver : Noël (tradition chrétienne), Hanoucca (tradition juive), Dongzhi (en Chine).

Certaines de ces fêtes avaient, dans le monde rural, une énorme importance tant sociale que religieuse. De nos jours, l'accent est plutôt mis sur leur aspect festif et/ou commercial.

### Inspiration artistique

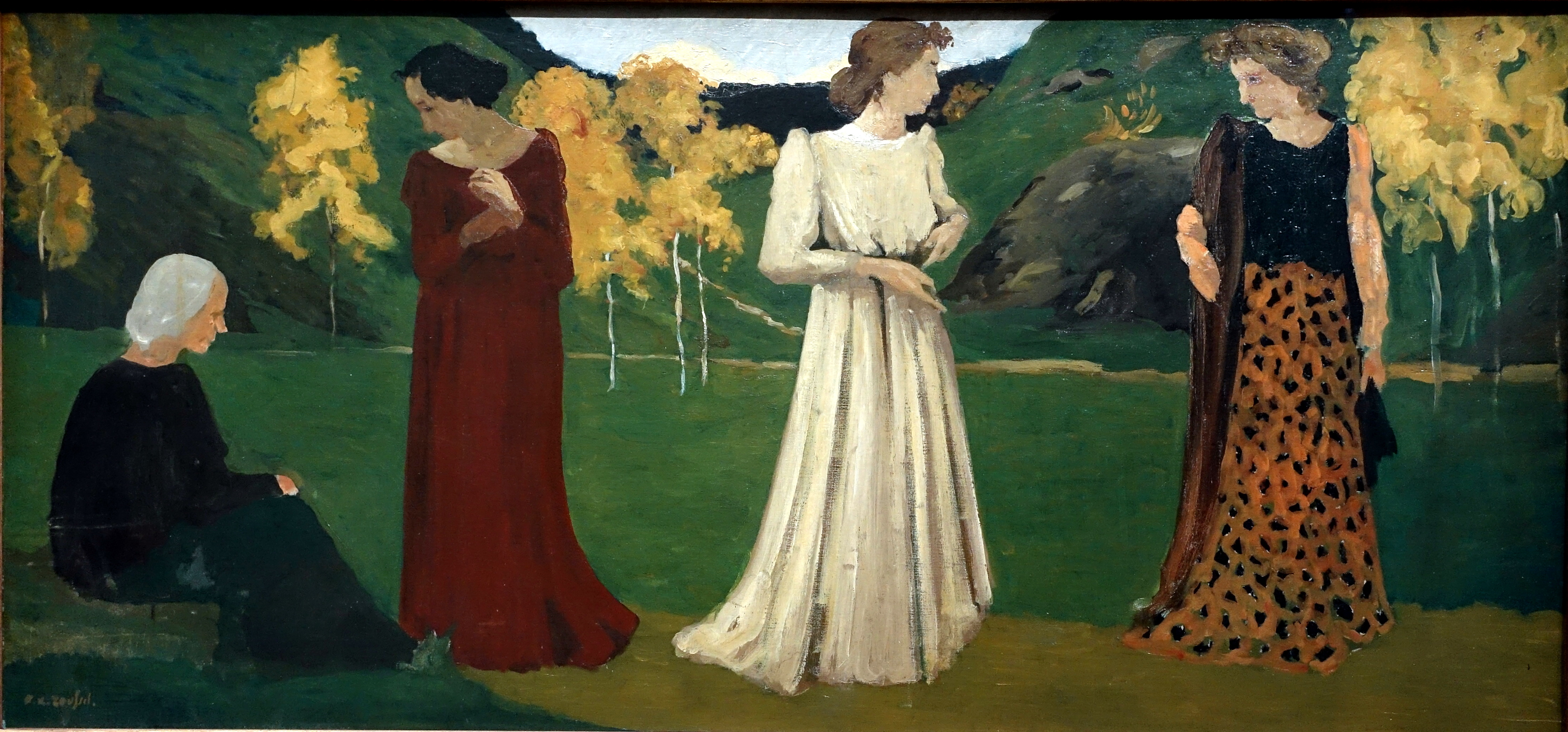
Ker-Xavier Roussel Les Saisons de la vie 1892-1895 Musée d'Orsay.

Les saisons ont depuis toujours inspiré les artistes comme les peintres ou les compositeurs.
Les Quatre Saisons de Vivaldi en sont sans doute l'illustration musicale la plus connue, mais on peut aussi citer, par exemple, Die Jahreszeiten (les saisons) de Joseph Haydn, Les Saisons (œuvre pour piano seul) de Piotr Ilitch Tchaïkovski.

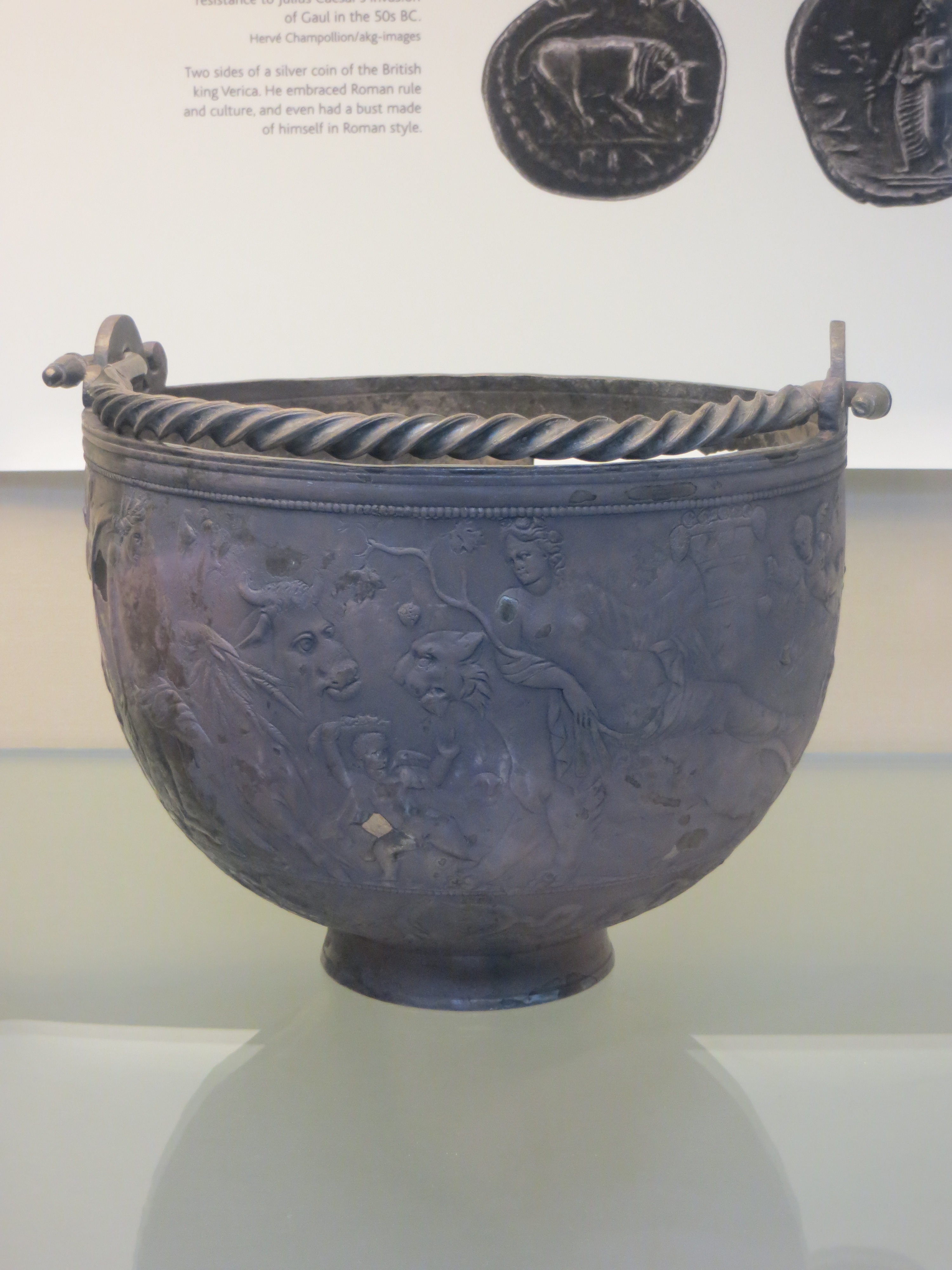
Vase des quatre saisons, IIe siècle.